# Feácios
Feácios (em grego clássico: Φαίακες; romaniz.: Phaíakes), na mitologia grega, eram marinheiros hábeis, descendentes do herói epônimo Féax, que os levou à Hipéria, onde viveram até serem expulsos pelos ciclopes, e então viajaram à ilha de Esquéria, onde se tornaram navegantes e mercadores. Seu rei Alcínoo decidiu ajudar o náufrago Ulisses, rendendo um castigo de Posidão, que cercou a cidade feácia com montanhas.